# Гранкан-Мези
Гранка́н-Мези́ (фр. Grandcamp-Maisy) — коммуна во Франции, находится в регионе Нижняя Нормандия. Департамент коммуны — Кальвадос. Входит в состав кантона Изиньи-сюр-Мер. Округ коммуны — Байё.
Код INSEE коммуны — 14312.

## Население
Население коммуны на 2010 год составляло 1752 человека.
| 1962 | 1968 | 1975 | 1982 | 1990 | 1999 | 2010 |
| ---- | ---- | ---- | ---- | ---- | ---- | ---- |
| 1932 | 1880 | 1809 | 1845 | 1881 | 1831 | 1752 |

## Экономика
В 2010 году среди 913 человек трудоспособного возраста (15—64 лет) 534 были экономически активными, 379 — неактивными (показатель активности — 58,5 %, в 1999 году было 60,3 %). Из 534 активных жителей работали 470 человек (260 мужчин и 210 женщин), безработных было 64 (23 мужчины и 41 женщина). Среди 379 неактивных 60 человек были учениками или студентами, 216 — пенсионерами, 103 были неактивными по другим причинам.